# Данска круна
Данска круна (дан. Dansk krone) је национална валута Данске. Круна је подељена на 100 ора (øre). ISO 4217 ознака је DKK, док се на домаћем тржишту користи скраћеница 
Данска круна је званична валута Краљевине Данске од 1. јануара 1875, што је обухватало аутономне провинције Гренланд и Ферјарска острва. Курс круне је од 1. јануара 1999. фиксиран у односу на евро по механизму ERM II, и то по курсу €1 = kr 7,46038. Новац издаје Народна банка Данске у пет различитих банкнота (50, 100, 200, 500 и 1000 круна) и 6 кованица (50 ора и 1, 2, 5, 10, 20 круна). 
На Ферјарским острвима се користи дански ковани новац, док се папирни новац на Ферјарским острвима штампа са мотивима острва (види још: Ферјарска круна). Године 2006. владе Данске и Гренланда су објавиле да ће се од 2008. године на Гренланду моћи плаћати новчаницама штампаним са мотивима Гренланда, слично садашњој ситуацији на Ферјарским острвима. Рок за увођење ових новчаница је касније продужен на 2011. и до данас није остварен.
Инфлација на годишњем нивоу у 2010. износила је 2,3%.